# مياه سداسية الشكل
يستخدم مصطلح المياه سداسية الشكل في عملية الغش التسويقي، وهذه العملية تتم من خلال الادعاء والزعم بالمقدرة على إنشاء وتكوين نوع معين من الماء الذي هو الأفضل للجسم. ويشير مصطلح «المياه سداسية الشكل» إلى عناقيد الماء التي تكوِّن الشكل السداسي والتي تعزز عملية الامتصاص الغذائي، كما تقوم بإزالة النفايات الأيضية، كما تقوم بتعزيز الاتصال الخلوي كما أن هناك أمورًا أخرى كثيرة تقوم بها هذه المياه. وهذا الغش على غرار عملية احتيال أول أكسيد الهيدروجين، وتستغل عملية الغش هذه معرفة المستهلك المحدودة بالكيمياء والفيزياء، ومعرفته المحدودة بعلم وظائف الأعضاء.

## المزاعم
تشمل المزاعم المنقولة حول هذه المياه سداسية الشكل التالي:
- «تتكون المياه سداسية الشكل من ستة جزيئات فردية من المياه، تجتمع معًا من خلال روابط هيدروجينية مشتركة.»[3]
- «تفضل الكائنات الحية الهياكل والتركيبات الدائرية ذات الستة جوانب (سداسية الشكل)، والتي تتواجد بشكل طبيعي في مياه الثلج»[3]
- «تعتمد نسبة الوحدات سداسية الشكل على عدة عوامل من بينها مستويات السمية، والمحتوى المعدني والحركة والتأثيرات الحيوية»[4]
- «تتكون مياه الصنبور والمياه المعبأة في زجاجات من تكتلات وتركيبات ضخمة حيث تكون كبيرة وضخمة لكي تتحرك بشكل حر إلى الخلايا في الجسم. Iكما ينبغي أن تتم إعادة هيكلتها مرة أخرى داخل الجسم لكي تتمكن من الدخول والتغلغل داخل الخلايا.»[3]
- «يمتلك الرنين المغناطيسي النووي (NMR) القدرة على قياس الحجم الجزيئي، بجانب أنه اُستُخدم مؤخرًا في تحديد تركيب المياه داخل الجسم.»[3]
- «استخدام الأشعة تحت الحمراء والمجالات المغناطيسية والدوامات والاضطرابات كافة... في إنشاء وتكوين المياه القلوية والغنية بالأكسجين وكذلك المياه سداسية الشكل ذات التركيب والنشاط الفريد.»[3]
- ترتبط المياه سداسية الشكل بالشيخوخة.[3][4]
- يوجد هذا النوع من المياه في ينابيع الشفاء مثل مياه لورديس (Lourdes water).[4]

## التباين مع العلم
يتصادم مفهوم المياه السداسية الشكل مع العديد من الأفكار العلمية الأساسية والثابتة. وعلى الرغم من أن الملاحظ من خلال التجارب أن عناقيد الماء تتميز بعمرها القصير: مثال ذلك نرى أن الروابط الهيدروجينية تتكسر باستمرار وتتم إعادة تركيبها في غضون فترات زمنية أقل من 200 جزء من أقل وحدة زمنية وهي (الفيمتو ثانية).
وهذا الأمر يتناقض مع ادعاء أن نموذج المياه السداسية الشكل ذات التركيب المحدد من المياه المستهلكة هو نفس التركيب الذي يستخدم من قبل الجسم. وعلى غرار هذا الادعاء، فإنه يُزعم أن نموذج المياه سداسية الشكل لها تركيب وهيكل معين من المياه وهو «يتناسب مع الاهتزازات الحيوية للجسم التي تقوم بتقوية وتضخيم طاقة وقوة الحياة». وبالرغم من أن جزيئات المياه تقوم بالامتصاص القوي للطاقة في الأشعة تحت الحمراء للطيف الكهرومغناطيسي، إلا أنه ليس هناك دليل علمي يقوم بدعم النظرية التي تنص على أنه يتم إنشاء بوليميرات المياه من خلال قصف الطاقة لهذه الترددات.
بالإضافة إلى ذلك، فإن ادعاء نموذج المياه سداسية الشكل الذي يوضح أن تركيب وهيكل المياه يمكن أن يتم تحديده من خلال تخيل أن الرنين النووي المغناطيسي (NMR) يتناسب مع حدود الطريقة. وفي الأوضاع والقواعد المعملية فإن معدات وأجهزة التخيل لا يمكن أن تفرق بين المياه النقية أو المياه غير النقية أو مياه البول.
ومن الملاحظ من خلال التجربة أن عناقيد الماء تتطلب أدوات مطيافية مثل أدوات التحليل الطيفي عبر دوران واهتزاز الأشعة تحت الحمراء (تقنية مطيافية الأشعة تحت الحمراء).